# Rafael Llano Cifuentes
Rafael Llano Cifuentes (Ciudad de México, 18 de febrero de 1933-Río de Janeiro, 28 de noviembre de 2017) fue un obispo católico mexicano, obispo de Nova Friburgo (Brasil). 

## Biografía

### Infancia y Juventud: formación académica y sacerdotal
Su familia era oriunda de la población asturiana de Ribadesella (España). Era hermano de los filósofos Carlos y Alejandro Llano Cifuentes. Pasó su infancia en Cuba, y tiempo después se trasladó junto con toda su familia a España. Realizó sus estudios universitarios en Derecho civil en la Universidad de Salamanca, donde también en 1959 obtuvo el doctorado. En 1949 se incorporó al Opus Dei y posteriormente, el 20 de diciembre de 1959 se ordenó sacerdote en Roma, tras completar sus estudios en filosofía y teología. Recibió su doctorado en Derecho canónico en el Angelicum romano. 

### Brasil: labor sacerdotal y episcopal
En 1961 se trasladó a Brasil, donde ejerció su trabajo pastoral entre estudiantes, profesionales y sacerdotes. En concreto, fue capellán de la parroquia universitaria de São Paulo y también profesor en la EPD - Escuela Paulista de Derecho (Facultad Paulista de Direito EPD).
El Papa Juan Pablo II lo nombró el 4 de abril de 1990 Obispo auxiliar en São Sebastião do Río de Janeiro y Obispo titular de Mades. El arzobispo de São Sebastião do Río de Janeiro, Eugenio Cardenal de Araújo Sales, presidió su ordenación episcopal el 29 de junio del mismo año; Los co-consagradores fueron José Gonçalves da Costa CSsR, Arzobispo de Niterói, y José Fernandes Veloso, Obispo de Petrópolis. Su lema episcopal era Omnia traham ad meipsum. Además, fue nombrado vicario general de la archidiócesis de São Sebastião do Río de Janeiro. Fue comisionado de Pastoral Familiar, Pastoral Juvenil y Capellanía Universitaria y Renovación Carismática. Durante muchos años fue el director de la organización y participación de los jóvenes en las Jornadas Mundiales de la Juventud.
El 12 de mayo de 2004, Juan Pablo II lo nombró obispo de Nova Friburgo y fue presentado en la diócesis el 20 de junio del mismo año. Fue presidente de la Comisión para la Vida y la Familia (2003-2007) en la Conferencia Episcopal Brasileña. Rafael Llano Cifuentes fue profesor de derecho matrimonial en el Instituto Superior de Direito Canônico en Río de Janeiro. En 2008 se convirtió en miembro de la Academia Brasileña de Filosofía.
El 20 de enero de 2010, el Papa Benedicto XVI aceptó su renuncia relacionada con la edad.
Publicó numerosos libros y ensayos. En 2018 apareció un libro póstumo de sus memorias, titulado Mar adentro - Memórias, editora Quadrante.